# The Twilight Singers
The Twilight Singers es un grupo musical estadounidense de rock. El grupo lo formó Greg Dulli, líder del grupo The Afghan Whigs, en 1997. Cuando los Whigs se separaron Dulli se concentró en su carrera con los Twilight Singers. De hecho, el único miembro permanente es el propio Dulli. Se puede decir, por tanto, que The Twilight Singers es un proyecto personal de Dulli, los músicos cambian disco a disco y gira a gira. Llevan publicados cuatro álbumes y han realizado varias giras internacionales.

## Historia

### Las maquetas
Greg Dulli grabó las primeras maquetas del grupo en medio de una disputa con la discográfica Elektra, para la que grababan los Afghan Whigs. Estas maquetas las grabó entre Nueva Orleans (Los Ángeles) y Seattle (Washington), junto a sus compañeros y amigos como Shawn Smith (que militaba en Brad, Satchel y Pigeonhead) y Harold Chichester (que hacía lo propio en Royal Crescent Mob y Howlin' Maggie).
The Afghan Whigs cerraron su disputa con Elektra y terminaron fichando por Columbia Records (subsidiaria de Sony BMG) en abril de 1998. Su nuevo sello se interesó por las maquetas de los Twilight Singers, pero sus preferencias eran lanzar un nuevo álbum de The Afghan Whigs. El canto de cisne de los Whigs, 1965, apareció en octubre de 1998 y fue un gran éxito de crítica. La banda estuvo un año de gira y decidieron disolverse en febrero de 2001.

### Primeros álbumes
Con el final de los Whigs cerca, Greg Dulli retomó el proyecto de The Twilight Singers, regrabando el material original con la colaboración del grupo de música electrónica Fila Brazillia. El álbum se editó con el nombre de Twilight as Played by the Twilight Singers en septiembre de 2000. El sonido (cercano al big beat) desagradó a los fanes de los Whigs. Para la gira de promoción del disco, Dulli eligió a músicos de Howlin' Maggie y a Michael Horrigan (baterista de The Afghan Whigs) al bajo.
En 2001, Dulli comenzó a trabajar en la continuación de Twilight..., que iba a llevar por título Amber Headlights. La muerte de Ted Demme en enero de 2002, amigo de Dulli, le hizo dejar a un lado el proyecto y tomarse un descanso. Después de leer el libro Martin Eden de Jack London y de sufrir la experiencia de un terremoto, Dulli terminó de componer un álbum conceptual que acabó llamándose Blackberry Belle.
Con un amplio elenco de artistas, incluidos Apollonia (la protegida de Prince y cantante de Vanity 6) y Mark Lanegan (el cantante de The Screaming Trees), Blackberry Belle se convirtió en un examen del lado oscuro del amor y la pérdida, temas recurrentes en los álbumes de The Afghan Whigs, lo que le hizo reconciliarse con la crítica y los antiguos fanes de los Whigs. El álbum lo editó la independiente One Little Indian en octubre de 2003. Dulli, después de sus últimos trabajos con Columbia, quería recuperar parte de su independencia y continuó grabando con discográficas pequeñas.

### She Loves YouyPowder Burns
Para la gira de su segundo álbum, Dulli eligió como banda a Jon Skibic (guitarras), Scott Ford (bajo) y Bobby Macintyre (batería), con los que recorrió Estados Unidos y Europa durante 2003 y 2004.
En agosto de 2004, la banda editó su tercer álbum, She Loves You, una colección de versiones de artistas como Fleetwood Mac ("What makes you think you're the one"), Björk ("Hyperballad"), John Coltrane ("A love supreme") o George Gershwin ("Summertime").
En septiembre de 2005, Dulli editó Amber Highlights como su primer disco en solitario, a la vez que continuó trabajando en el cuarto álbum de los Singers titulado Powder Burns, que grabó en Nueva Orleans después del paso del huracán Katrina, por lo que tuvo que ser grabado utilizando un generador eléctrico (de ahí su nombre). El álbum apareció el 16 de mayo de 2006.
Para la gira de Powder Burns, los nuevos Twilight Singers son, aparte de Dulli, Dave Rosser (guitarras), Scott Ford (bajo) y Bobby Macintyre (batería).

## Discografía

### Álbumes
- Twilight as Played by the Twilight Singers (Columbia, 2000).
- Blackberry Belle (One Little Indian, 2003).
- She Loves You (One Little Indian, 2004).
- Powder Burns (One Little Indian, 2006).

### Singles y EP
- Black is the Color of My True Love's Hair (Birdman, 2003). EP de tres canciones.
- A Stitch In Time (One little indian, 2007). EP de 5 canciones.